# IC 1101
IC 1101は、銀河系から約10億光年離れたAbell 2029銀河団の中央部にある楕円銀河またはレンズ状銀河で、同銀河団で最も明るい銀河 (Brightest galaxy in a Cluster, BCG) である。IC 1101は、既知の銀河の中で最大のものの1つであり、その銀河ハローの半径は200万光年にも及ぶ。
IC 1101のような巨大な楕円銀河は、小さな銀河同士の衝突によって誕生すると考えられている。